# Phenax ekmanii
Phenax ekmanii är en nässelväxtart som beskrevs av Ignatz Urban. Phenax ekmanii ingår i släktet Phenax och familjen nässelväxter. Inga underarter finns listade i Catalogue of Life.